# Ljubevščica
Ljubevščica je potok v zahodni Sloveniji na obrobju Idrije in drugi desni pritok reke Idrijce. Izvira med Kovačevim Rovtom in Rebrom, ki sta zaselka naselja Gore. Po 3 km toka se izlije v Idrijco.
Ljubevščica ima več nepoimenovanih pritokov, ki se vanjo stekajo s pobočij Gor, Jelenjega vrha, Turna, Govekarjevega vrha in Zagodovega vrha. Potoki se pred izlivi v Ljubevščico prelivajo čez manjše slapove. V pobočju Jelenjega vrha se nad dolino Ljubevščice nahajata dva spodmola, ti dve jami sta tudi zaščiteni s programom Natura 2000. Še en spodmol se nahaja v strugi potoka pod Kovačevim rovtom.
Ljubevščica sprva teče po močvirskih klastičnih kamninah in preperinah anizijsko-ladinijskih starosti, nato po skitijskih plitvomorskih pretežno karbonatnih kamninah, v spodnjem delu doline pred izlivom pa potok teče po skitijskih plitvomorskih kamninah ter karnijskih plitvomorskih karbonatih. Čez severovzhodno pobočje doline potoka teče Idrijski prelom, geomorfološko najbolj izrazit prelom v Sloveniji. Pogoje za nastanek Ljubevške doline je v pliocenu sicer ustvarila reka Kanomljica, ki pa je kasneje spremenila smer toka proti zahodu.
Leta 1961 je idrijska ribiška družina v potok naselila potočne postrvi (Salmo trutta) ter znotraj vodotoka uredila gojitveni prostor. V dolini uspeva tudi škrlatnordeča kukavica (Orchis purpurea).
Potok so nameravali zajeziti že okrog leta 1580 za potrebe kamšti na takrat novozgrajenem Barbarinem jašku idrijskega rudnika živega srebra, a je to uspelo šele črpalnemu mojstru Hansu Rathu († 1591) leta 1589, zajezitev pa je leta 1592 dokončal Gregor Schmelzer. Od jezu je voda tekla čez preprosto peščeno filtrirno napravo, od tod pa po okrog 170 m dolgem lesenem kanalu do jaška. Jez in kanal danes ne obstajata več. V dolini potoka se nahajata dve industrijski odlagališči odpadkov ter spomeniško zaščitena domačija Ljubevč. Ob izlivu teče skozi mestni predel Cegovnica, mimo mestnega pokopališča in trgovinskega obrata. Tik pred izlivom teče pod glavno cesto 102. Zadnjih petsto metrov toka pred izlivom v reko Idrijco je močno onesnaženih z živim srebrom (med 47 in 67 mg Hg/kg prsti) zaradi bližnjega ventilacijskega jaška idrijskega rudnika.